# Павлова, Яна Владимировна
Яна Владимировна Павлова (род. 6 января 1996) — российская гимнастка, член сборной России по прыжкам на батуте.

### Карьера
Свою спортивную карьеру она начинала в Новороссийске, в ДЮСШ «Лидер», у мастера спорта Нины Давитадзе.
Сейчас занимается в Краснодаре у заслуженного тренера России Виталия Дубко в ГБУ КК "ЦСП по прыжкам на батуте".
Яна неоднократно побеждала на первенствах и чемпионатах России, была чемпионкой 3-й летней Спартакиады молодежи России, обладателем Кубка страны, чемпионкой России, чемпионкой Европы и серебряным призёром Кубка мира.
Указом Президента России Владимира Путина Министерство образования и науки РФ учредило премии по поддержке молодых талантов, среди которых оказалась и Яна Павлова.
На Первых Европейских играх в Баку дважды поднималась на верхнюю ступень пьедестала.